# العلاقات الباكستانية الطاجيكية
العلاقات الباكستانية الطاجيكستانية هي العلاقات الثنائية التي تجمع بين باكستان وطاجيكستان.

## مقارنة بين البلدين
هذه مقارنة عامة ومرجعية للدولتين:
| وجه المقارنة                                              | باكستان                     | طاجيكستان                          |
| --------------------------------------------------------- | --------------------------- | ---------------------------------- |
| المساحة (كم2)                                             | 881.91 ألف                  | 143.10 ألف                         |
| عدد السكان (نسمة)                                         | 197.02 مليون                | 8.92 مليون                         |
| الكثافة السكانية (ن./كم²)                                 | 223.4                       | 62.33                              |
| العاصمة                                                   | إسلام آباد                  | دوشنبه                             |
| اللغة الرسمية                                             | لغة إنجليزية، اللغة الأردية | اللغة الطاجيكية                    |
| العملة                                                    | روبية باكستانية             | ساماني طاجيكي، الروبل الطاجيكستاني |
| الناتج المحلي الإجمالي (بليون دولار)                      | 304.95 مليار                | 7.15 مليار                         |
| الناتج المحلي الإجمالي (تعادل القوة الشرائية) بليون دولار | 946.67 مليار                | 24.03 مليار                        |
| الناتج المحلي الإجمالي الاسمي للفرد دولار أمريكي          | 1.43 ألف                    | 925                                |
| الناتج المحلي الإجمالي للفرد دولار أمريكي                 | 4.81 ألف                    | 2.69 ألف                           |
| مؤشر التنمية البشرية                                      | 0.538                       | 0.624                              |
| رمز المكالمات الدولي                                      | +92                         | +992                               |
| رمز الإنترنت                                              | .pk                         | .tj                                |
| المنطقة الزمنية                                           | ت ع م+05:00                 | ت ع م+05:00                        |

## مدن متوأمة
في ما يلي قائمة باتفاقيات التوأمة بين مدن باكستانية وطاجيكستانية:
- ترتبط لاهور مع دوشنبه باتفاقية توأمة منذ 1988.

## منظمات دولية مشتركة
يشترك البلدان في عضوية مجموعة من المنظمات الدولية، منها:
| علم المنظمة | اسم المنظمة                        | تاريخ انضمام باكستان | تاريخ انضمام طاجيكستان |
| ----------- | ---------------------------------- | -------------------- | ---------------------- |
|             | مؤسسة التمويل الدولية              | 20 يوليو 1956        | 2 ديسمبر 1994          |
|             | منظمة شانغهاي للتعاون              | ?                    | 26 أبريل 1996          |
|             | منظمة حظر الأسلحة الكيميائية       | ?                    | ?                      |
|             | الأمم المتحدة                      | 30 سبتمبر 1947       | 2 مارس 1992            |
|             | الاتحاد الدولي للاتصالات           | 26 أغسطس 1947        | 28 أبريل 1994          |
|             | منظمة التعاون الإسلامي             | ?                    | ?                      |
|             | منظمة الشرطة الجنائية الدولية      | ?                    | ?                      |
|             | الاتحاد البريدي العالمي            | ?                    | ?                      |
|             | البنك الدولي للإنشاء والتعمير      | 11 يوليو 1950        | 4 يونيو 1993           |
|             | وكالة ضمان الاستثمار متعدد الأطراف | 12 أبريل 1988        | 9 ديسمبر 2002          |
|             | بنك التنمية الآسيوي                | 1966                 | 1998                   |
|             | يونسكو                             | 14 سبتمبر 1949       | 6 أبريل 1993           |
|             | الفريق المعني برصد الأرض           | ?                    | ?                      |

## وصلات خارجية
- موقع وزارة الخارجية الباكستانية